# رود ماراسا
رود ماراسا (انگلیسی: Marasa) یک رودخانه در تاتارستان کشور روسیه است.